# فاروق لغاری
فاروق لغاری (اردو: سردار فاروق احمد خان لغاری؛ زاده ۲۹ مه ۱۹۴۰ – درگذشته ۲۰ اکتبر ۲۰۱۰) سیاست‌مدار پاکستانی و رئیس‌جمهور پاکستان و وزیر امور خارجه (بلوچ‌تبار) پاکستان بود.